# Acanthodactylus longipes
Acanthodactylus longipes es una especie de lagarto del género Acanthodactylus, familia Lacertidae, orden Squamata. Su masa corporal es de aproximadamente 5,69 g.

## Distribución
Se distribuye por África: Marruecos, Argelia, Túnez, Libia, Mauritania, Sáhara Occidental, Malí, Níger, Chad, Egipto y Sudán.

## Taxonomía
Fue descrita por Boulenger en 1918.
Tratamiento taxonómico
La especie aparece registrada y publicada en Sur les lézards du genre Acanthodactylus Wieg. Bull. Soc. zool. France 43: 143-155.